# Острова Принс-Эдуард
Острова Принс-Эдуард (англ. Prince Edward Islands) — два небольших вулканических острова в Индийском океане, принадлежащие ЮАР.

## Исторические сведения
Оба острова были открыты 4 марта 1663 года голландским судном Maerseveen под командованием капитана Барента Баренцзона Лама (или Хама, фамилия достоверно неизвестна: нидерл. Barent Barentszoon Lam (Ham)), но координаты были даны очень неточно (большой остров был назван — Марсевеен, а маленький — Дина). 13 января 1772 года французский капитан Марк Жозеф Марион Дюфрен повторно открыл острова, но не высаживался на них. Марион дал большему острову название фр. Île de l'Espérance (остров Надежды, поскольку сначала надеялся, что открыл не остров, а часть Южной земли), а меньшему — фр. Île de la Caverne (остров Пещеры, по примечательному объекту на острове). 12 декабря 1776 года капитан Джеймс Кук обнаружил острова и назвал их Принс-Эдуард (англ. Prince Edward Islands), в честь четвёртого сына британского монарха Георга III. Впоследствии больший остров получил название Марион-Айленд.
Первая зарегистрированная высадка произошла в 1803 году. Это были охотники за тюленями, но на острове они нашли следы пребывания человека, предположительно, это были другие охотники за тюленями или китобои.
В 1947—1948 годах на востоке острова Марион-Айленд ЮАР построила метеорологическую станцию, а острова объявила частью страны.
22 сентября 1979 года вблизи острова со спутника была зафиксирована вспышка, которая была классифицирована как испытание ядерного оружия. Ни одна страна не взяла на себя ответственность за взрыв. Чаще всего утверждалось, что взрывы были осуществлены ЮАР, но сейчас считается, что на тот момент ЮАР не могла иметь ядерного оружия. По другой версии, испытание проводил Израиль. Существует также версия о совместных испытаниях ЮАР и Израиля. Также не исключается естественная причина: столкновение спутника с микрометеоритом.

## Острова
Большой остров называется островом Марион-Айленд (46°52′ ю. ш. 37°51′ в. д.), а лежащий от него в 22 км к северо-востоку маленький остров назван Принс-Эдуард (46°38′ ю. ш. 37°56′ в. д.). Рядом с островами расположено несколько скал.
Остров Марион-Айленд имеет размеры 19×12 км и площадь около 290 км², высшая точка острова — 1230 м над уровнем моря. Извержение произошло в 2004 году.
Остров Принс-Эдуард расположен к северо-востоку от Марион-Айленда. Площадь острова — около 45 км², высшая точка острова — 672 м над уровнем моря.
Острова Принс-Эдуард находятся примерно в 1700 км к юго-востоку от города Порт-Элизабет.

## Природа островов
Острова являются местом обитания пингвинов, тюленей и морских птиц — альбатросов и тайфунников.
С 1949 года было завезено пять кошек для борьбы с мышами, завезёнными ранее и причинявшими вред экологии островов. Однако кошки быстро расплодились, и в 1970-е годы их популяция на острове Марион-Айленд оценивалась в ≈3400 особей. Кошек умышленно заразили вирусом кошачьей панлейкопении, которая сократила популяцию до ≈600 особей. Лишь к 1991 году кошки были либо убиты, либо отловлены.
Другой пример воздействия человека — случайное попадание семян кергеленской капусты, которая широко разрослась на острове, вытеснив местные виды растений.

## Климат
Климат влажный и ветреный. Количество осадков составляет более 2000 мм в год, преимущественно в виде дождя. Более 300 дней на островах идёт дождь. Более 100 дней в году среднедневная скорость ветра превышает 100 км/ч, а порывы ветра иногда достигают 200 км/ч.
Температура воздуха колеблется от −5 °C зимой до +18 °C летом. Среднемесячные температуры — от +1 °C до +10—11 °C.

## Радиолюбительство
По состоянию на 2014 год остров Марион с префиксом ZS8 занимал третье место в списке самых желанных радиолюбительским сообществом DXCC-субъектов. К концу 2014 года он опустился на 27-е место после одновременной активности трех лицензиатов в команде 2013/2014 годов. Однако их активность была в основном голосовой. В Морзе-телеграфии архипелаг остаётся вторым наиболее редким объектом после Северной Кореи, а в передаче данных они занимают шестое место из 340.